# Merry Axemas, Vol. 2: More Guitars for Christmas
| Críticas profissionais | Críticas profissionais |
| Avaliações da crítica  | Avaliações da crítica  |
| Fonte                  | Avaliação              |
| ---------------------- | ---------------------- |
| Allmusic               | [ 1 ]                  |

Merry Axemas, Vol. 2: Less Guitars for Christmas é um álbum com músicas natalinas instrumentais, performado por grandes guitarristas, lançado em 1998.
É o segundo volume do "projeto" idealizado, organizado e produzido por Steve Vai.
O nome do cd é um trocadilho de "Christmas" com "Axe", um apelido para "guitarra".

## Faixas
| N.º            | Título                        | Compositor(es)                                                          | Performada por | Duração |  |
| 1.             | "The Christmas Song"          | Mel Tormé / Robert Wells                                                | Steve Lukather | 6:19    |  |
| 2.             | "O Come, O Come, Emmanuel"    | John Mason Neale                                                        | Neal Schon     | 4:20    |  |
| 3.             | "Do You Hear What I Hear?"    | Gloria Shayne Baker / Noel Regney / Leon X A Schleinger / Gloria Shayne | Steve Stevens  | 5:52    |  |
| 4.             | "Sleigh Ride"                 | Leroy Anderson / Mitchell Parish                                        | Stu Hamm       | 4:13    |  |
| 5.             | "O Come All Ye Faithful"      | Frederick Oakeley / John Francis Wade                                   | Trevor Rabin   | 4:27    |  |
| 6.             | "White Christmas"             | Irving Berlin                                                           | Zakk Wylde     | 2:51    |  |
| 7.             | "God Rest Ye Merry Gentlemen" |                                                                         | John Sykes     | 5:47    |  |
| 8.             | "O Little Town of Bethlehem"  | Phillip Brooks / Lewis Redner                                           | Robin Trower   | 3:10    |  |
| 9.             | "Carol of the Bells"          | Mykola Dmytrovich Leontovich                                            | Al Di Meola    | 4:13    |  |
| 10.            | "Deck the Halls"              |                                                                         | Ted Nugent     | 3:13    |  |
| Duração total: | Duração total:                | Duração total:                                                          | Duração total: | 44:25   |  |